# Mappa (Empire romain)
Pour les articles homonymes, voir Mappa.

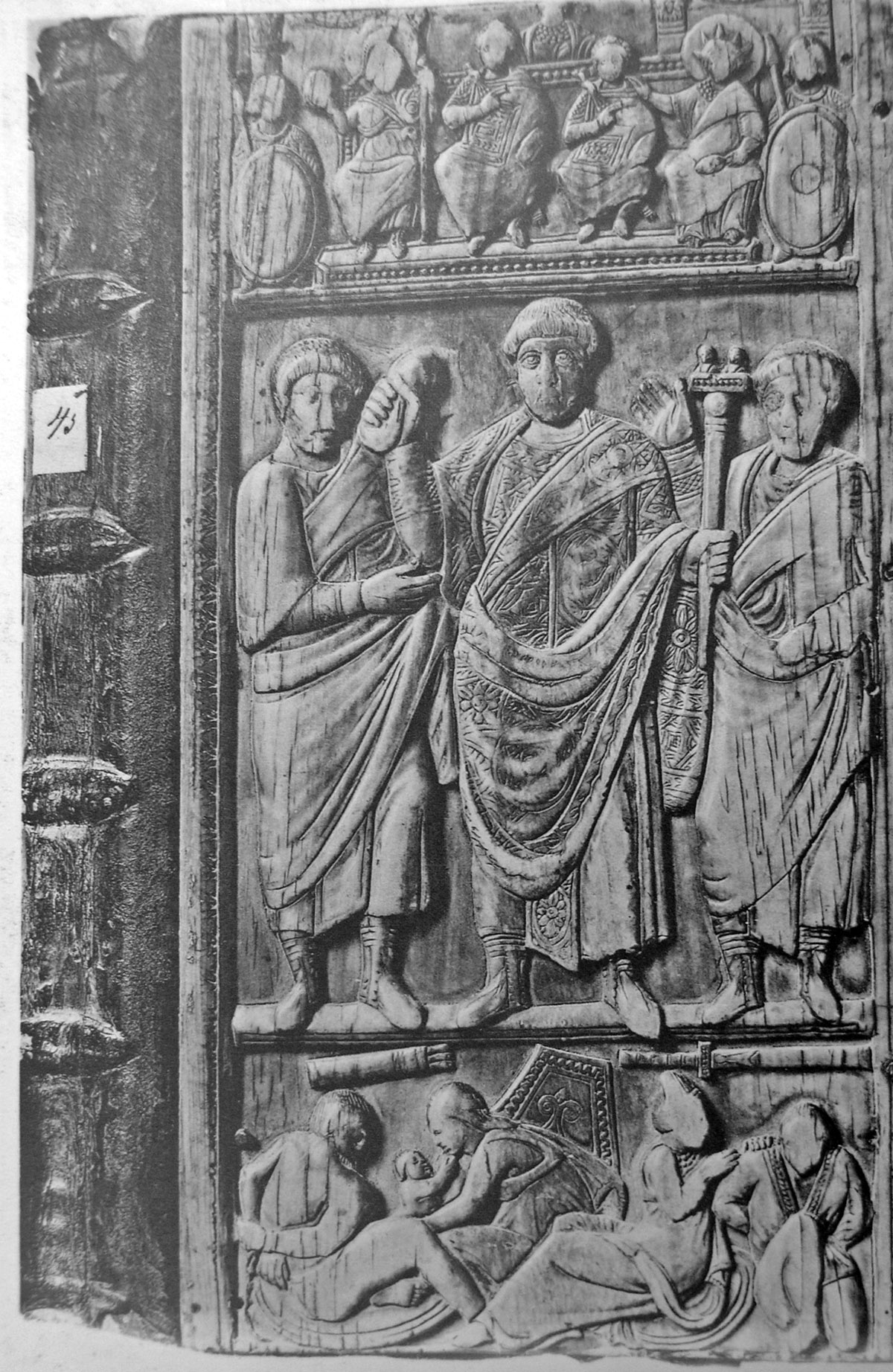
Diptyque consulaire attribué à Constance III, qui tient levé la mappa - vers 417 – cathédrale d'Halberstadt.

La mappa (en grec ancien μάππα / máppa) est la pièce de tissu blanche que le consul jetait dans l'arène, dans la Rome antique et à Byzance, pour donner le signal de départ des jeux. Plus largement, ce tissu est devenu le symbole de l'autorité consulaire, et figure donc comme un des attributs consulaires par excellence sur les représentations de consuls dans l'Antiquité tardive — par exemple sur les diptyques consulaires. Le terme mappa est venu aussi chez certains auteurs, comme Jean Malalas, à désigner les courses de chars elles-mêmes.
À partir du VIe siècle, le signal de départ des courses revient à l'empereur, vers qui est donc transféré la mappa comme symbole d'autorité : des monnaies de Phocas et Constant II représentent ces empereurs tenant la mappa levée, prêts à la jeter pour donner le départ. Ce type de représentation disparaît au VIIIe siècle lorsque l'akakia succède à la mappa.
La mappa désigne aussi un tissu (serviette contenant le casse-croûte, mouchoir, foulard) agité par les spectateurs pour demander la grâce d'un gladiateur.